# Museo Parroquial San Juan Bautista (Alcalá de Chivert)
El museo parroquial San Juan Bautista sito en el municipio de Alcalá de Chivert (provincia de Castellón, España) está situado en la propia iglesia, donde se exhiben todas las escasas piezas artísticas que pudieron salvarse del expolio del año 1936. Este museo fue inaugurado el año 1982. 